# Malvina Bråkenhielm
Hilda Ingeborg Malvina Gabriella Bråkenhielm, född Runsten den 25 december 1853 i Norrköping, död den 25 december 1928 i Stockholm, var en svensk författare. Hon var syster till Laura Fitinghoff.

## Biografi
Föräldrar var kontraktsprosten Jonas Bernhard Runsten och Ottilia Löfvander. Hon var först gift med ingenjören John Reenstierna; i äktenskapet föddes Viva Réenstierna och Astrid Wahlstedt. Efter John Reenstiernas död var hon gift med ingenjören Carl Sven Bråkenhielm (1855–1889).
Bråkenhielm studerade vid Wallinska skolan i Stockholm och därefter solosång vid Kungliga Musikkonservatoriet samt var sånglärare i Uppsala och Karlskrona. Hon bildade föreningarna Genom eget arbete och De gamlas dag. Hon skrev ett stort antal lättare romaner och noveller samt ungdomsböcker.

### UnderpseudonymenRachel
- Skisser och berättelser : svenskt original. Stockholm: O. S. Rumstedt. 1884. Libris 1596788

### Som Malvina Bråkenhielm
- Fjällrosorna : berättelse. Stockholm: Huldberg. 1891. Libris 1621732
- Vildörnen : en äktenskapshistoria. Stockholm. 1900. Libris 2580576
- Rika Kjellsons arfvinge. Stockholm: Författaren. 1903. Libris 1726221
- Solviksbarnen / med 10 helsidesillustrationer av Nils Kjellberg. Stockholm: Litteraturförlaget. 1907. Libris 1612389
- Bertils nya hem / illustrerad av Einar Bergsten. Stockholm: Litteraturförlaget. 1909. Libris 1612388
- Caja. Åhlen & Åkerlunds en-kronas-böcker ; 104. Göteborg. 1911. Libris 2580573
- En skandal : svensk originalroman. Åhlén & Åkerlunds en-kronasböcker ; 84. Göteborg: Åhlén & Åkerlund. 1911. Libris 1632021
- Fattigdoktorn : roman. Åhlén & Åkerlunds en-kronasböcker ; 114. Stockholm: Åhlén & Åkerlund. 1912. Libris 1632023
- Marja och hennes syskon : berättelse för unga flickor. Göteborg: Åhlén & Åkerlund. 1912. Libris 1632026
- Den nye godsherren. Stockholm: Litteraturförl. 1912. Libris 1632020
- Sonja : svensk originalroman. Åhlén & Åkerlunds 25-öresböcker af svenska förf. ; [6]. Göteborg: Åhlén & Åkerlund. 1912. Libris 1632029
- Tioöresföreningen för "Själfhjälp". Stockholm: Svanbäcks. 1912. Libris 21614087. http://urn.kb.se/resolve?urn=urn:nbn:se:kb:eod-1632030
- Zigenarblod : roman. Åhlén & Åkerlunds 25-öresböcker af svenska förf. ; 30. Göteborg: Åhlén & Åkerlund. 1912. Libris 10238681. https://runeberg.org/zigenarb/
- Ett felsteg : roman. Åhlén & Åkerlunds en-kronasböcker ; 153. Göteborg: Åhlén & Åkerlund. 1913. Libris 1632022
- Lifdömd : roman. Åhlén & Åkerlunds en-kronasböcker ; 189. Stockholm: Åhlén & Åkerlund. 1915. Libris 1632025
- Pennstänk. Göteborg: Västra Sverige. 1915. Libris 1632027
- Amerikafeber : svensk originalroman´. 1-2. Göteborg: N.P. Pehrsson. 1916. Libris 2985602
- Man och hustru. Göteborg: Förl.-a.-b. Västra Sverige. 1916. Libris 1650257
- Lottsedeln : roman. Stockholm: Dahlberg. 1917. Libris 1650256
- Zigenarflickan : roman. Stockholm: Åhlén & Åkerlund. 1919. Libris 1650260
- Britts samvetsäktenskap : roman. Stockholm: Åhlén & Åkerlund. 1920. Libris 1650253

### Under pseudonymen Runo Hjelm
- Grefvedottern (1895)
- Ett stormigt lif (1896)
- Fideikommissarien till Riddersborg (1898)

Hon skrev därtill omkring 250 berättelser för tidningar och tidskrifter.